# All for Love (bài hát)
"All for Love" là một bài hát của nghệ sĩ thu âm người Canada Bryan Adams, ca sĩ Anh quốc Rod Stewart và Sting nằm trong album nhạc phim của bộ phim The Three Musketeers (1993). Nó được phát hành làm đĩa đơn vào ngày 16 tháng 11 năm 1993 bởi A&M Records và Hollywood Records. Bài hát được viết lời bởi Adams, Michael Kamen và Robert "Mutt" Lange, những người đã tạo nên thành công cho bài hát năm 1992 "(Everything I Do) I Do It for You" từ bộ phim Robin Hood: Prince of Thieves, và được sản xuất bởi Chris Thomas, David Nicholas và Adams.
Sau khi phát hành, "All for Love" nhận được những phản ứng tích cực từ các nhà phê bình âm nhạc, và gặt hái nhiều giải thưởng và đề cử lớn, bao gồm đề cử giải Grammy cho Hợp tác giọng pop xuất sắc nhất tại lễ trao giải thường niên lần thứ 37 và giải Điện ảnh của MTV ở hạng mục Bài hát trong phim hay nhất. Nó cũng gặt hái những thành công vượt trội về mặt thương mại, đứng đầu các bảng xếp hạng ở Úc, Áo, Canada, Đan Mạch, Phần Lan, Đức, Ireland, Ý, Na Uy, Thụy Điển và Thụy Sĩ và lọt vào top 10 ở tất cả những thị trường nó xuất hiện, bao gồm vươn đến top 5 ở Bỉ, Pháp, Hà Lan, và Vương quốc Anh. Tại Hoa Kỳ, bài hát đạt vị trí số một trên bảng xếp hạng Billboard Hot 100 trong ba tuần liên tiếp, trở thành đĩa đơn quán quân thứ ba của Adams, thứ tư của Stewart và đầu tiên của Sting (dưới danh nghĩa nghệ sĩ hát đơn) tại Hoa Kỳ.
Video ca nhạc cho "All for Love" được đạo diễn bởi David Hogan, trong đó Adams, Stewart và Sting cùng nhau thể hiện bài hát trong một khán phòng với một ban nhạc, xen kẽ với những hình ảnh hậu trường trong quá trình thực hiện video. Bài hát đã xuất hiện trong nhiều album tổng hợp của cả ba nghệ sĩ, bao gồm The Best of Me (1999) và Anthology (2005) của Adams, If We Fall in Love Tonight (1996) và The Very Best of Rod Stewart (2001) của Stewart. Nó cũng được hát lại và sử dụng làm nhạc mẫu bởi nhiều nghệ sĩ khác nhau, bao gồm Ronan Keating và Guy Sebastian. Mặc dù gặt hái nhiều thành công về mặt chuyên môn lẫn thương mại, nó vẫn chưa được trình diễn trực tiếp ở bất cứ lễ trao giải hay chuyến lưu diễn nào với sự góp mặt đầy đủ của Adams, Stewart và Sting.

## Danh sách bài hát
Đĩa CD tại Anh quốc và châu Âu
1. "All For Love" ― 4:48
2. "Straight From The Heart" (trực tiếp, thể hiện bởi Adams) ― 3:34
3. "If Only" (thể hiện bởi Stewart) ― 4:59
4. "Love Is Stronger Than Justice (The Munificent Seven)" (trực tiếp, thể hiện bởi Sting)" ― 6:58

Đĩa 7" tại Anh quốc
1. "All For Love" (bản album) ― 4:36
2. "All For Love" (không lời) ― 4:36

## Xếp hạng
| Bảng xếp hạng (1993–94)               | Vị trí cao nhất |
| ------------------------------------- | --------------- |
| Úc (ARIA)                             | 1               |
| Áo (Ö3 Austria Top 40)                | 1               |
| Bỉ (Ultratop 50 Flanders)             | 2               |
| Canada (RPM)                          | 1               |
| Canada Adult Contemporary (RPM)       | 1               |
| Đan Mạch (IFPI)                       | 1               |
| Châu Âu (European Hot 100 Singles)    | 1               |
| Phần Lan (Suomen virallinen lista)    | 1               |
| Pháp (SNEP)                           | 7               |
| Đức (Official German Charts)          | 1               |
| Ireland (IRMA)                        | 1               |
| Ý (FIMI)                              | 1               |
| Hà Lan (Dutch Top 40)                 | 3               |
| Hà Lan (Single Top 100)               | 3               |
| New Zealand (Recorded Music NZ)       | 5               |
| Na Uy (VG-lista)                      | 1               |
| Thụy Điển (Sverigetopplistan)         | 1               |
| Thụy Sĩ (Schweizer Hitparade)         | 1               |
| Anh Quốc (OCC)                        | 2               |
| Hoa Kỳ Billboard Hot 100              | 1               |
| Hoa Kỳ Adult Contemporary (Billboard) | 4               |
| Hoa Kỳ Pop Songs (Billboard)          | 1               |

| Bảng xếp hạng (1994)                  | Vị trí |
| ------------------------------------- | ------ |
| Australia (ARIA)                      | 10     |
| Austria (Ö3 Austria Top 40)           | 3      |
| Belgium (Ultratop 50 Flanders)        | 18     |
| Canada Top Singles (RPM)              | 1      |
| Canada Adult Contemporary (RPM)       | 11     |
| Denmark (Tracklisten)                 | 8      |
| Europe (European Hot 100 Singles)     | 4      |
| Germany (Official German Charts)      | 9      |
| Italy (FIMI)                          | 9      |
| Japan (Tokyo Hot 100)                 | 50     |
| Netherlands (Dutch Top 40)            | 22     |
| Netherlands (Single Top 100)          | 29     |
| New Zealand (Recorded Music NZ)       | 42     |
| Norway Spring Period (VG-lista)       | 19     |
| Norway Winter Period (VG-lista)       | 1      |
| Sweden (Sverigetopplistan)            | 2      |
| Switzerland (Schweizer Hitparade)     | 7      |
| UK Singles (Official Charts Company)  | 37     |
| US Billboard Hot 100                  | 8      |
| US Adult Contemporary (Billboard)     | 17     |
| US Top Soundtrack Singles (Billboard) | 2      |

| Bảng xếp hạng (1990–99) | Vị trí |
| ----------------------- | ------ |
| US Billboard Hot 100    | 69     |

## Chứng nhận
| Quốc gia                                  | Chứng nhận | Số đơn vị/doanh số chứng nhận |
| ----------------------------------------- | ---------- | ----------------------------- |
| Úc (ARIA)                                 | Bạch kim   | 70.000^                       |
| Áo (IFPI Áo)                              | Vàng       | 25.000*                       |
| Đức (BVMI)                                | Vàng       | 0^                            |
| New Zealand (RMNZ)                        | Vàng       | 15,000*                       |
| Thụy Điển (GLF)                           | Vàng       | 25.000^                       |
| Anh Quốc (BPI)                            | Bạc        | 200.000^                      |
| Hoa Kỳ (RIAA)                             | Bạch kim   | 1,000,000^                    |
| ^ Chứng nhận dựa theo doanh số nhập hàng. |            |                               |